# Oát Nhĩ Đóa
Oát Nhĩ Đóa (chữ Hán: 斡耳朵; tiếng Mông Cổ: ᠥᠷᠳᠥ; Chuyển tự Latinh: orda，ordu，ordon，horde), còn được gọi là Oát Lỗ Đóa (斡鲁朵), Oát Lý Đóa (斡里朵), Oát Nhi Đóa (斡兒朵), Oa Lý Đà (窩里陀) hoặc Oát Nhĩ Đóa (斡爾朵), theo hệ ngôn ngữ Đột Quyết, Khiết Đan và Mông Cổ tức ám chỉ đến cung điện du mục và hệ thống quản lý gia quyến riêng của các Khả hãn, tức Khả đôn và hậu cung.

## Khái quát
Từ nguyên Oát Nhĩ Đóa đến từ từ [Ordu], theo ngữ hệ Turk là nói đến lều trại, cung điện, một quần thể nơi các vị thủ lĩnh du mục thể hiện quyền uy của mình, Hán ngữ gọi là Cung trướng (宮帳). Theo tập tục du mục, những vị thủ lĩnh tối cao cùng vợ con của họ đều có những cung trướng riêng của mình, đây không chỉ nói đến một túp lều trại, mà còn bao gồm người hầu, nô lệ và lính gác riêng, mặc sức cho mỗi cá nhân hoặc nhóm cá nhân quản lý.
Triều đại nhà Liêu liết lập Oát Nhĩ Đóa như một hệ thống bảo an lưu động dành riêng cho Hoàng đế, hễ khi Hoàng đế ra ngoài cũng là nguyên một hệ thống này đi theo bảo vệ, khi Hoàng đế ở lại hoàng cung hoặc dừng chân ở đâu thì họ tự động thiết đặt bảo vệ tại nơi đó. Sau khi Hoàng đế nhà Liêu nào qua đời, Oát Nhĩ Đóa của họ có nhiệm vụ vĩnh viễn trấn giữ lăng tẩm cho chủ nhân.
Liêu sử ghi lại các Oát Nhĩ Đóa trứ danh:
- Toán Oát Lỗ Đóa (算斡鲁朵), lại gọi Hoằng Nghĩa cung (弘義宮), thuộc về Liêu Thái Tổ;
- Bồ Tốc Oát Lỗ Đóa (蒲速斡鲁朵), lại gọi Trường Ninh cung (長寧宮), thuộc về Liêu Thái Tổ hoàng hậu Thuật Luật Bình;
- Quốc A Liễn Oát Lỗ Đóa (國阿輦斡魯朵), lại gọi Vĩnh Hưng cung (永興宮), thuộc về Liêu Thái Tông;
- Gia Lỗ Oát Lỗ Đóa (耶鲁斡鲁朵), lại gọi Tích Khánh cung (積慶宮), thuộc về Liêu Thế Tông;
- Đoạt Lý Bổn Oát Lỗ Đóa (奪裏本斡魯朵), lại gọi Diên Xương cung (延昌宮), thuộc về Liêu Mục Tông;
- Giam Mẫu Oát Lỗ Đóa (鑑母斡魯朵), lại gọi Chương Mẫn cung (彰愍宮), thuộc về Liêu Cảnh Tông;
- Cô Ổn Oát Lỗ Đóa (孤穩斡魯朵), lại gọi Sùng Đức cung (崇德宮), thuộc về Liêu Cảnh Tông hoàng hậu Tiêu Xước;
- Nữ Cổ Oát Lỗ Đóa (女古斡魯朵), lại gọi Hưng Thánh cung (興聖宮), thuộc về Liêu Thánh Tông;
- Oa Đốc Oát Lỗ Đóa (窩篤斡魯朵), lại gọi Diên Khánh cung (延慶宮), thuộc về Liêu Hưng Tông;
- A Tư Oát Lỗ Đóa (阿思斡魯朵), lại gọi Thái Hòa cung (太和宮), thuộc về Liêu Đạo Tông;
- A Lỗ Oát Lỗ Đóa (阿鲁斡鲁朵), lại gọi Vĩnh Xương cung (永昌宮), thuộc về Liêu Thiên Tộ Đế;
- Xích Thật Đắc Bổn Oát Lỗ Đóa (赤寔得本斡魯朵), lại gọi Đôn Mục cung (敦睦宮), thuộc về em trai Liêu Thánh Tông là Gia Luật Long Khánh;

Chế độ này của nhà Liêu, còn gọi Cung phân (宮分) hay Cung vệ (宮衛), về cơ bản lấy Chính hộ (正戶; tức hộ người Khiết Đan), Phiền Hán chuyển hộ (蕃漢轉戶; hộ người Hán và dân tộc khác) cùng Xuất kỵ quân (出騎軍) làm cơ sở. Những hộ này theo lệ phải cung ứng thuế ruộng, lao dịch, ngoài ra cứ mỗi 4 nam đinh thì sẽ có một người đi lính, tức lính kỵ binh. Theo Liêu sử tổng kết phần Quan vệ chí (營衛志) thì tổng Kỵ binh triệu tập qua 12 Oát Lỗ Đóa đã hơn 100.000 đơn vị. Những hộ dân trực thuộc Oát Lỗ Đóa được gọi là Cung tịch (宮籍), vĩnh viễn không thể thoát ly, đến như đại công thần Hàn Đức Nhượng, mãi cho đến khi Thừa Thiên Hoàng thái hậu Tiêu Xước đặc mệnh cho thoát ly Cung tịch, mới có thể đưa về Hoành trướng (橫帳) theo thân phận mới, một thành viên trong hoàng thất Gia Luật thị của triều đình.
Về tổng quan, chế độ Oát Lỗ Đóa, được gọi thành "Cung", cùng chế độ "Trướng" đã hình thành chế độ toàn diện được gọi là Cung trướng giúp nhà Liêu quản lý cả một đế chế rộng lớn. Cung biểu thị Oát Lỗ Đóa, Trướng là nói đến các loại bộ tộc thân thích với hoàng thất Gia Luật thị, bao gồm Dao Liễn thị Cửu trướng (遙輦氏九帳), Hoành trướng Tam phụ phòng (橫帳三父房) và Quốc cữu Ngũ phòng (國舅五房).

## Chế độ Nguyên Mông
Khi Mông Cổ hưng thịnh dưới thời Thành Cát Tư Hãn, ông cũng đem đất đai và thuộc nhân, nô lệ đều chia ra làm bốn cái Oát Nhĩ Đóa, phân biệt do 4 vị Khả đôn (văn bản gọi Hoàng hậu) có địa vị cao là Bột Nhi Thiếp, Hốt Lan, Dã Toại và Dã Toại Can làm thủ lĩnh. Sau khi Thành Cát Tư Hãn qua đời, đại bộ phận Oát Nhĩ Đóa do con trai và Hậu phi lần lượt kế thừa, như Đệ nhất Oát Nhĩ Đóa là do Đà Lôi - con trai của Thành Cát Tư Hãn và Đại Khả đôn Bột Nhi Thiếp kế thừa.
Sau khi nhà Nguyên thành lập, Đại Đô trở thành cung điện đất bằng mà không còn là lều trại, nhưng Oát Nhĩ Đóa vẫn tồn tại như một chế độ gốc gác bản sắc. Nguyên Thế Tổ Hốt Tất Liệt noi theo cụ tổ Thành Cát Tư Hãn, thiết kế cho mình bốn cái Oát Nhĩ Đóa và cũng do các bà vợ Thiếp Cổ Luân và Sát Tất làm chủ. Các loại Oát Nhĩ Đóa này theo chế độ mới đều có phong ấp của riêng, cũng vẫn lại có thuộc nhân và thu nhập hoàn toàn độc lập. Nguyên triều vừa thành lập, Hốt Tất Liệt vì quản lý bốn cái Oát Nhĩ Đóa của Thành Cát Tư Hãn mà thiết lập Tổng quản phủ (總管府) quản lý đất đai và thuộc hộ dân cư, lại cho mệnh Hoàng tôn Cam Ma Lạt (甘麻剌) và con cháu thụ tước Tấn vương, trực tiếp quản lý bốn cái Oát Nhĩ Đóa của Thành Cát Tư Hãn. Cả bốn cái Oát Nhĩ Đóa này tại Phúc Lý (腹里; nay là Nội Mông Cổ, Hà Bắc, Sơn Tây và Sơn Đông), nơi có 90.000 hộ, tiến hành thiết lập hệ thống trưng thu một loại thuế khi ấy, cứ 5 hộ cho ra một đơn vị Ti (nghĩa là lụa), được gọi là Ngũ hộ ti (五戶絲). Đồng thời cũng ở tại Cống Châu lộ (赣州路; nay là khu vực Giang Tây), nơi có mấy vạn hộ, triều đình Nguyên thiếp lập trưng thu tiền thuế của toàn hộ dân, được gọi là Giang Nam hộ sao (江南戶鈔). Mỗi năm, triều đình còn tài trợ ngân lượng, lụa là, được gọi là Tuế tứ (歲賜). Có thể nói chế độ Oát Nhĩ Đóa này thu vào một lượng lớn tài sản riêng cho người sở hữu, mà quan trọng rằng Oát Nhĩ Đóa của Hoàng đế sau khi qua đời vẫn tiếp tục được duy trì như một cách tôn trọng tiền nhân. Ba mức chuẩn cấp "Ngũ hộ ti", "Giang Nam hộ sao" và "Tuế tứ" này không chỉ áp dụng cho các Oát Nhĩ Đóa mà còn là ba mức cơ sở thu thực ấp của các thành viên hoàng thất triều Nguyên, những nhân vật cụ thể như Hoàng tử, Công chúa hay Hoàng hậu cũng dựa vào cả ba mức, hoặc hai hoặc một để có thực ấp chi tiêu riêng.
Bản thân các vị Hoàng đế nhà Nguyên theo truyền thống cũng tự thiết đặt riêng cho mình hệ thống Oát Nhĩ Đóa, ngoại trừ Hốt Tất Liệt có hẳn bốn cái, thì các Hoàng đế về sau mỗi người chỉ có một cái Oát Nhĩ Đóa, sau khi Hoàng đế qua đời thì Oát Nhĩ Đóa này do Hậu phi quản lý, hoặc có chuyên chức quan viên hay cơ quan chuyên biệt quản lý, và các Oát Nhĩ Đóa này mỗi năm đều dựa vào Ngũ hộ ti, Giang Nam thuế và Tuế tứ như cũ mà thu vào. Ví dụ, Oát Nhĩ Đóa của Nguyên Thế Tổ và Nguyên Minh Tông lần lượt do hai vị Hoàng hậu góa phụ là Tốc Ca Đáp Tư và Thoát Hốt Tư chưởng quản, còn như Oát Nhĩ Đóa của Nguyên Vũ Tông là do Trường Khánh tự (長慶寺) quản lý.